# Joachim Hinz

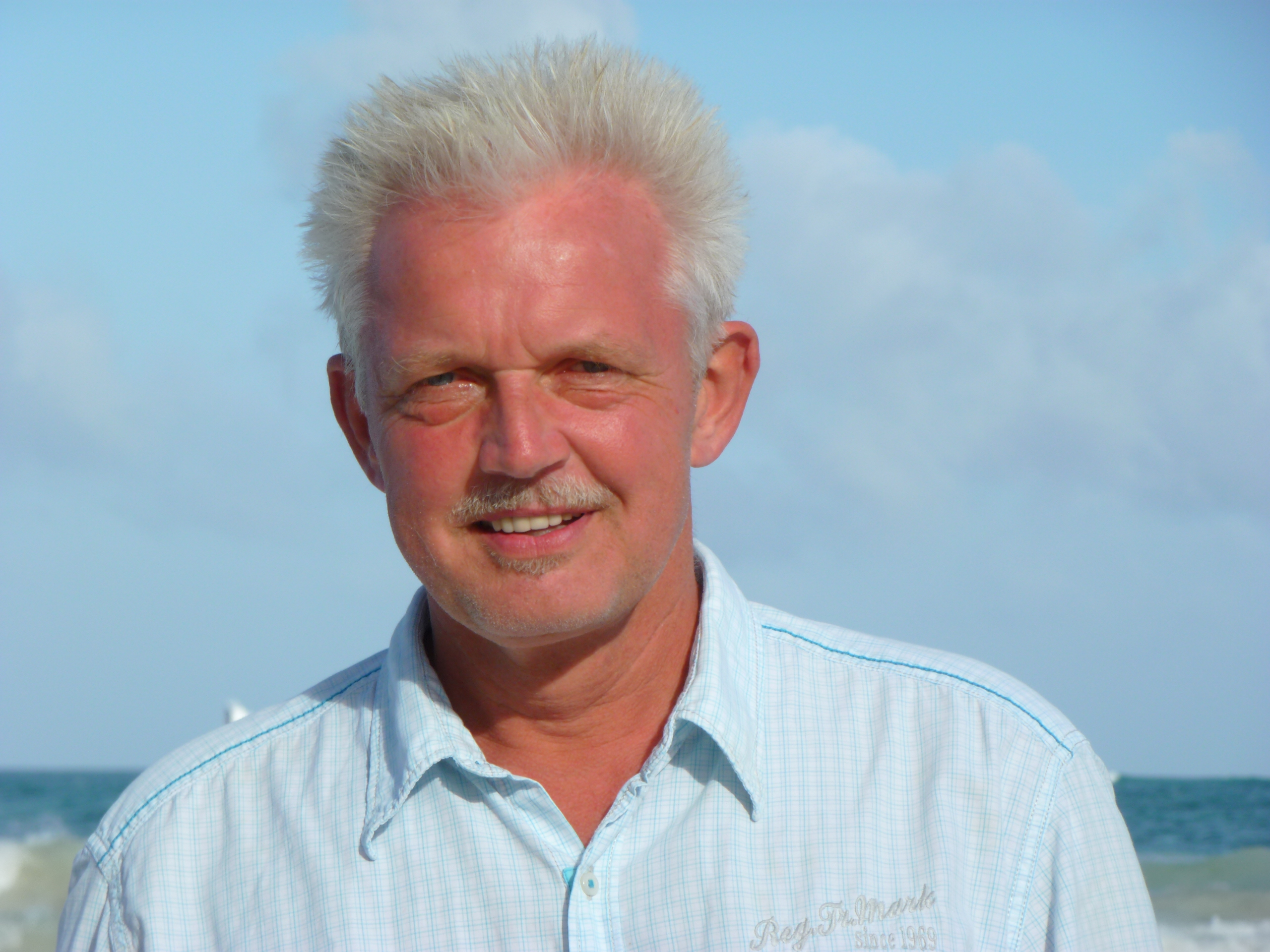
Joachim Hinz

Joachim Hinz (* 1953 in Eutin) ist ein deutscher Dokumentarfilmer und Kameramann.

## Leben und Wirken
Joachim Hinz studierte in Kiel und war bis zu seiner Pensionierung als Berufsschullehrer tätig. Seit 1981 dreht er Naturfilme und hat in dieser Zeit als Regisseur, Kameramann und Produzent im In- und Ausland über 50 Filme für ARD, ZDF und das Institut für Weltkunde in Bildung und Forschung produziert. Er ist verheiratet, hat eine Tochter und lebt im Schleswig-Holsteinischen Aukrug.

## Filmografie (Auswahl)
- 1981 Tanz auf dem Wasser, NDR 3
- 1982 Naturpark Westensee (Reihe: Deutschlands grüne Inseln), NDR 3
- 1984 Naturpark Hüttener Berge (Reihe: Deutschlands grüne Inseln), NDR 3
- 1984 Der Steinkauz – ein Kobold mit Weisheit (Reihe: Unternehmen Arche Noah), NDR 1
- 1986 Kiesgruben – Oasen für bedrohte Natur?, NDR 3
- 1987 Uhus – Neubürger ohne Lebensraum?, NDR 3
- 1990 Die zwei Gesichter eines Baches, NDR 3
- 1992 Oasen auf dem Trockenen, NDR 3
- 1994 Öland – Insel der Kontraste, NDR 3
- 1995 Kreuzottern und Röhrenspinne (Reihe: Treffpunkt Natur – Tele-Zoo), ZDF
- 1996 Seychellen – tropischer Garten Eden, NDR 3
- 1999 Mosambik – ein verlorenes Paradies?, N3
- 2003 Kleiner Jäger ganz gross – Die Wasserspitzmaus, NDR
- 2004 Schweinchen Babe und coole Schlangen – Schüler entdecken die Natur, NDR
- 2010 Die kleine Welt im Apfelbaum/Le Petit Monde du Pommier, SWR/arte
- 2014 Kleiner Langschläfer hellwach – die Haselmaus, WDR[3]
- 2018 Alarm im Garten – Neues von Maulwurf und Co, WDR

## Auszeichnungen
- 2003 European Wildlife Prize und Waterlife Prize beim 13. Festival Internationale du Film Animalier
- 2003 Silbermedaille beim 18. Naturale Internationales Naturfilmfestival für Kleiner Jäger ganz gross – Die Wasserspitzmaus
- 2004 Hauptpreis beim The Second International Ecological Forum in Polen für Schweinchen Babe und coole Schlangen – Schüler entdecken die Natur
- 2012 Bester Kinder- und Jugendfilm beim Festival des Umwelt- und Naturfilms in Brandenburg für Die kleine Welt im Apfelbaum
- 2014 Publikumspreis beim Green Screen Naturfilmfestival für Kleiner Langschläfer hellwach – die Haselmaus
- 2014 Publikumspreis beim Darßer Naturfilmfestival  für Kleiner Langschläfer hellwach – die Haselmaus
- 2019 Publikumspreis beim 14. Festival des Umwelt- und Naturfilms 2019 der Ökofilmtour für "Alarm im Garten – Neues von Maulwurf und Co."